# 民国通宝

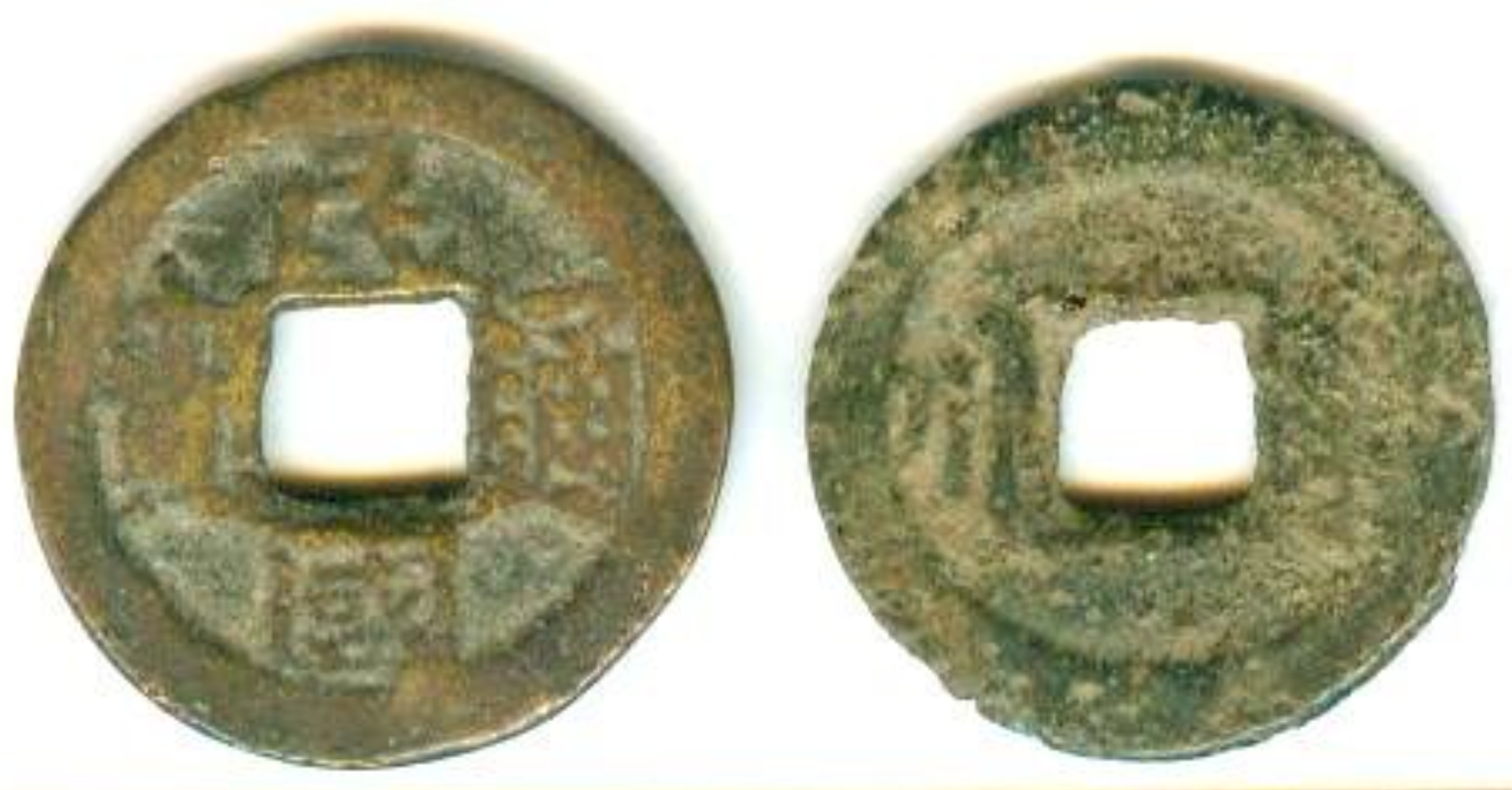
云南东川铸民国通宝，背文：东川

民国通宝是中华民国成立初期部分地方铸造的一种方孔钱，也是迄今为止中国流通货币史上最后铸造的方孔钱之一。除民国通宝外，这个时代出现的方孔钱还有民国重宝、类似的福建所铸的福建通宝，以及袁世凯所铸洪宪通宝、洪宪元宝等。

## 简介
1911年爆发的辛亥革命推翻了中国两千余年的封建帝制，建立了中华民国。但在云南、福建、天津和新疆等地，当地仍沿用旧制，铸造了部分“民国通宝”及“民国重宝”方孔钱。民国通宝分小平钱（一文）和当十（十文）两种面值，多为铜钱，但也有铁钱传世。铸造方法方面，有浇铸和机制之分。

## 图册

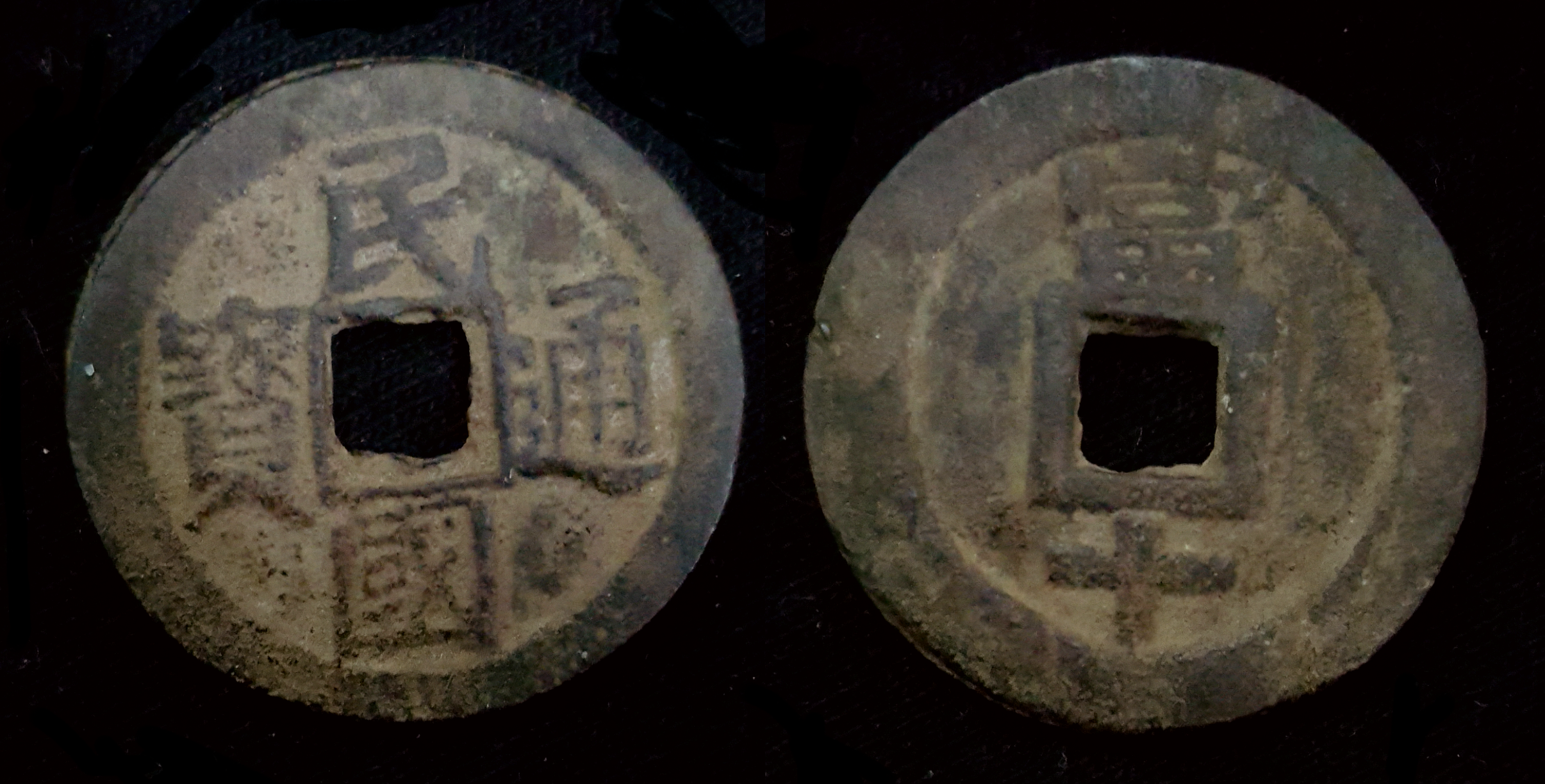
“当十”的民国通宝
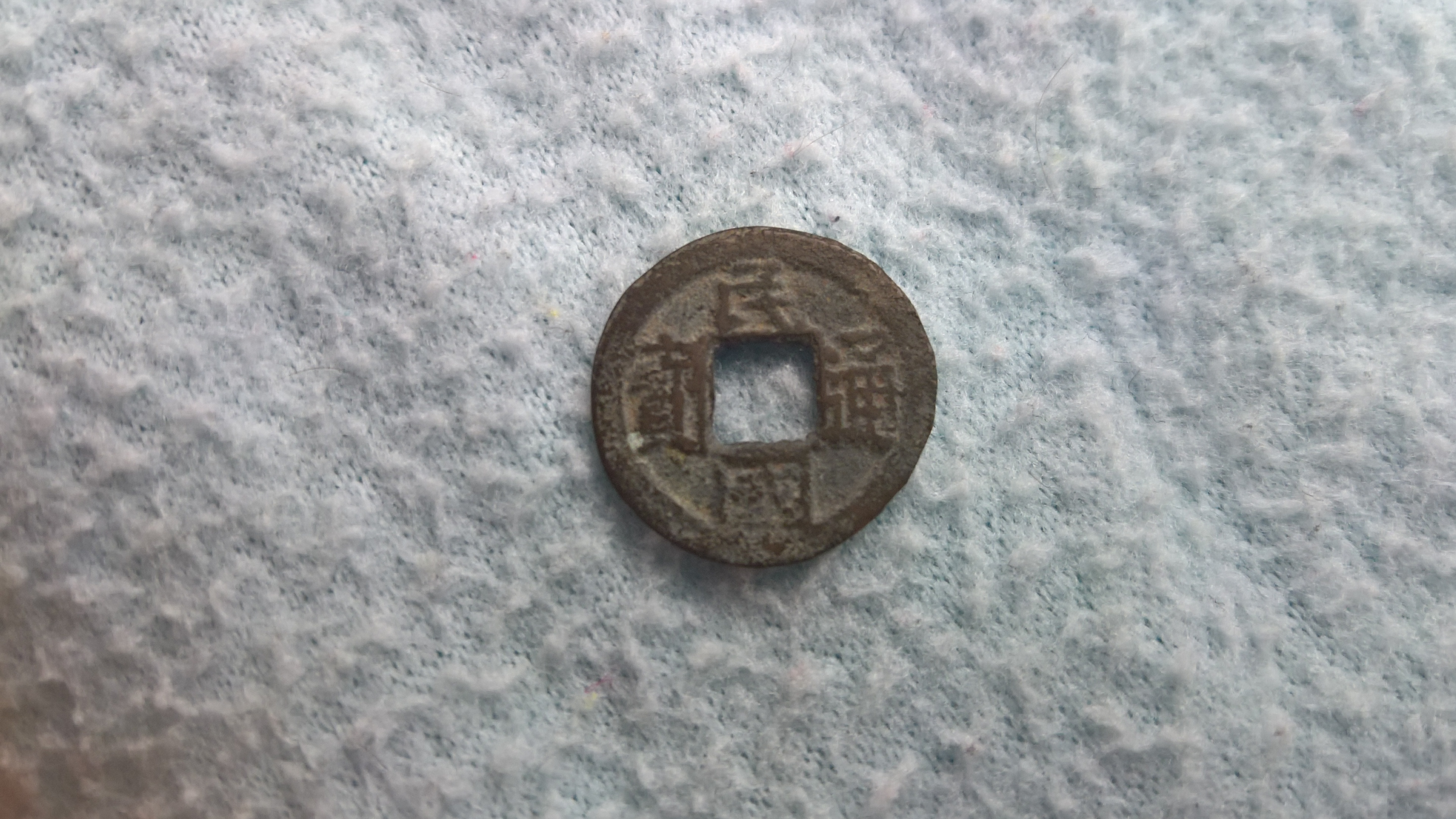